# Repulsão elétrica
Repulsão elétrica (somente repulsão, repulsão eletrônica ou ainda repulsão eletromagnética) é o fenômeno do afastamento entre duas partículas que possuem cargas elétricas idênticas, ou melhor, de mesmo sinal (positivo, positiva; ou negativo, negativo).
De modo geral, tudo na natureza tende ao equilíbrio. Algebricamente falando, o equilíbrio se dá quando o somatório de um determinado conjunto de elementos semelhantes resulta em zero. Mas nada é tão simples quanto parece, dada ao permanente dinamismo e relativa instabilidade da maioria das forças da natureza que conhecemos.
Dessa forma, átomos, moléculas, enfim, substâncias de forma geral também obedecerão a essa regra do equilíbrio dinâmico entre partículas, pois, na sua natural interação, irão invariavelmente buscar o equilíbrio eletrônico. Assim, os diferentes átomos existentes na natureza agregam-se entre si, formando, com isso, as inúmeras substâncias que conhecemos, bem como as que ainda estamos para conhecer. 
No núcleo do átomo existem prótons em permanente estado de interação: os prótons com massa positiva; e os nêutrons, como o próprio nome diz, eletronicamente neutros. Invariavelmente, o número (quantidade) de prótons no núcleo do átomo é igual ao número de nêutrons - tendo estes últimos o papel de argamassa a conferir coesão ao núcleo. Em princípio, átomos não podem perder prótons nem nêutrons, sendo esses números fixos - e, por isto, marca determinante na diferenciação de cada átomo. 
No entanto, girando em órbitas ao redor dos átomos, estão os elétrons. Como o átomo pode perder ou ganhar elétrons, pode-se afirmar que, "em um átomo eletrônicamente neutro, o número de prótons será sempre igual ao número de elétrons". Se isto não acontece, dizemos que o átomo encontra-se em desequilíbrio eletrônico - conferindo-lhes o nome de íons.
A partir daqui, podemos começar a falar em valência - que nada mais é do que o valor indicativo de perda ou ganho de elétrons sofrida pelo átomo, resumida algebricamente pela seguinte fórmula: valência = nº de prótons (p) - nº de elétrons (é), ou seja, a diferença entre o número de prótons (constante) e o número de elétrons (variável) no interior do núcleo atômico. A valência também é conhecida como "Número de Oxidação" (Nox): se o átomo perde elétrons (p > é), ele oxida, pois seu Nox aumenta; se, por outro lado, o átomo ganha elétrons (p < é), ele sofre redução, pois seu Nox diminui.
Portanto, resumidamente, em relação a perda e ganho de elétrons pelo átomo, podemos afirmar que: 
- "Oxidar" significa perder elétrons (p > é), acarretando no aumento do Nox.
- "Reduzir" significa ganhar elétrons (p < é), acarretando na diminuição do Nox.

Dessa forma, denominamos de íons átomos em desequilíbrio eletrônico, sendo que essa denominação é válida tanto para átomos com valência negativa, quanto para átomos com valência positiva. Mais especificamente, um átomo eletricamente negativo denomina-se ânion; enquanto um átomo eletricamente positivo é denominado cátion. Em princípio, os cátions tenderão a se combinar com os ânions, a fim de formarem substâncias eletricamente neutras - e relativamente estáveis (ou instáveis).
Teoricamente, esse equilíbrio eletrônico se dá, em princípio, quando o somatório das cargas elétricas dos átomos acaba por resultar em zero, formando substâncias eletricamente (ou eletrônicamente) neutra.
Dentro desse contexto, fica muito fácil compreender o conceito de repulsão elétrica (ou repulsão eletrônica), pois basta que prestemos atenção a duas regras básicas: átomos com valências opostas (sinais opostos) tendem a se atrair, a fim de formar substâncias eletrônicamente neutras; enquanto que átomos que possuem o mesmo sinal (em termos de valência) tendem a se repelir.